# Monte Roraima Futebol Clube
El Monte Roraima Futebol Clube es un club brasileño de fútbol, de la ciudad de Boa Vista, capital del estado de Roraima. Sus colores son el blanco, amarillo y verde.
Fundado el 22 de marzo de 2023, el club es el más nuevo del estado y también el primero como SAF.

## Historia
El club fue fundado el 22 de marzo de 2023 y es reconocido como la primera Sociedad Anónima de Fútbol (SAF) de Roraima. El equipo debe su nombre al monte Roraima, una atracción turística de 2.810 m de altura ubicada en la triple frontera entre Brasil, Venezuela y Guyana, y utiliza como colores oficiales el verde de la naturaleza, que representa la región amazónica, y el amarillo, del oro y otras riquezas minerales que se encuentran en Roraima.
Su debut como equipo profesional fue en el Campeonato Roraimense 2024, con su primer partido disputado el 19 de marzo de 2024 ante River, en el que Monte Roraima empató 1-1, con Daniel Arce anotando el primer gol. El club llegó a las semifinales de ambas rondas, terminando la competición en tercer lugar.
El club también cuenta con equipos sub-17 y sub-20. En su primer año compitiendo en competiciones estatales en categorías juveniles, se coronó campeón en ambas categorías.

## Desempeño en competiciones

### Campeonato Roraimense
| Año  | Posición |
| ---- | -------- |
| 2024 | 3º       |
| 2025 | 2º       |